# Olympische Winterspiele 2014/Teilnehmer (Polen)
| Gelbes Symbol für Goldmedaillen mit stilisierten Olympischen Ringen | Graues Symbol für Silbermedaillen mit stilisierten Olympischen Ringen | Braundes Symbol für Bronzemedaillen mit stilisierten Olympischen Ringen |
| ------------------------------------------------------------------- | --------------------------------------------------------------------- | ----------------------------------------------------------------------- |
| 4                                                                   | 1                                                                     | 1                                                                       |

Polen nahm an den Olympischen Winterspielen 2014 in Sotschi mit 59 Athleten in elf Sportarten teil. Fahnenträger der polnischen Delegation bei der Eröffnungszeremonie war Dawid Kupczyk.

## Medaillenspiegel
| Rang | Sportart       | G | S | B | Gesamt |
| ---- | -------------- | - | - | - | ------ |
| 1    | Skispringen    | 2 | 0 | 0 | 2      |
| 1    | Eisschnelllauf | 1 | 1 | 1 | 3      |
| 1    | Skilanglauf    | 1 | 0 | 0 | 1      |

## Medaillengewinner

### Gold
| Name              | Sportart       | Wettkampf      |
| ----------------- | -------------- | -------------- |
| Kamil Stoch       | Skispringen    | Großschanze    |
| Kamil Stoch       | Skispringen    | Normalschanze  |
| Justyna Kowalczyk | Skilanglauf    | Skilanglauf    |
| Zbigniew Bródka   | Eisschnelllauf | Eisschnelllauf |

## Sportarten

### Biathlon
| Frauen - Magdalena Gwizdoń - Monika Hojnisz - Weronika Nowakowska - Krystyna Pałka | Männer - Grzegorz Guzik - Rafał Lepel - Krzysztof Pływaczyk - Łukasz Szczurek |

### Bob
| Männer - Dawid Kupczyk Zweierbob Viererbob - Paweł Mróz Zweierbob Viererbob - Marcin Niewiara Viererbob - Daniel Zalewski Viererbob |

### Eisschnelllauf
| Frauen - Katarzyna Bachleda-Curuś 1500 m: 6. Platz 3000 m: DSQ Teamverfolgung: Silber - Natalia Czerwonka 1000 m: 23. Platz 1500 m: 15. Platz 3000 m: 16. Platz Teamverfolgung: Silber - Luiza Złotkowska 1000 m: 29. Platz 1500 m: 11. Platz 3000 m: 18. Platz Teamverfolgung: Silber - Katarzyna Woźniak 5000 m: 15. Platz Teamverfolgung: Silber | Männer - Artur Nogal 500 m: 36. Platz - Artur Waś 500 m: 9. Platz - Konrad Niedźwiedzki 1000 m: 16. Platz 1500 m: 20. Platz Teamverfolgung: Bronze - Zbigniew Bródka 1000 m: 14. Platz 1500 m: Gold Teamverfolgung: Bronze - Jan Szymański 1500 m: 15. Platz 5000 m: 13. Platz Teamverfolgung: Bronze - Sebastian Druszkiewicz 5000 m: 23. Platz 10.000 m: 14. Platz |

### Freestyle-Skiing
Frauen
| Skicross - Karolina Riemen-Żerebecka |

### Nordische Kombination
- Adam Cieślar

### Rodeln
| Frauen - Ewa Kuls - Natalia Wojtuściszyn | Männer - Maciej Kurowski | Doppelsitzer - Karol Mikrut & - Patryk Poręba |

### Shorttrack
| Frauen - Patrycja Maliszewska 500 m 1000 m |

### Ski Alpin
| Frauen - Karolina Chrapek - Maryna Gąsienica-Daniel - Aleksandra Kluś-Zamiedzowy | Männer - Maciej Bydliński - Mateusz Garniewicz - Michał Jasiczek |

### Skilanglauf
| Frauen - Sylwia Jaśkowiec - Justyna Kowalczyk Skiathlon: 6. Platz 10 km klassisch: Gold - Kornelia Kubińska Skiathlon: 34. Platz - Paulina Maciuszek Skiathlon: 29. Platz - Agnieszka Szymańczak Skiathlon: 45. Platz | Männer - Jan Antolec - Sebastian Gazurek - Paweł Klisz - Maciej Kreczmer - Maciej Staręga |

### Skispringen
| Männer - Maciej Kot - Normalschanze: 5. Platz - Kamil Stoch - Normalschanze: Gold - Großschanze: Gold - Jan Ziobro - Normalschanze: 22. Platz - Piotr Żyła - Dawid Kubacki - Normalschanze: 13. Platz |

### Snowboard
Frauen
| Parallel-Riesenslalom - Aleksandra Król - Karolina Sztokfisz | Parallelslalom - Aleksandra Król - Karolina Sztokfisz | Halfpipe - Joanna Zając |

Männer
| Snowboard Cross - Maciej Jodko - Mateusz Ligocki | Halfpipe - Michał Ligocki |